# Pseudyrias melanchia
Pseudyrias melanchia är en fjärilsart som beskrevs av George Francis Hampson 1926. Pseudyrias melanchia ingår i släktet Pseudyrias och familjen nattflyn. Inga underarter finns listade.